# Файвуш, Яков Аронович
Яков Аронович Файвуш (1895—1938, Москва) — инженер-радиотехник, бригинженер (1935).

## Биография
Сын торговца керосином Арона Янкелевича Файвуша. В 1916—1917 — в армии, участник 1-й мировой войны. В 1917 окончил Петергофскую школу прапорщиков и Офицерскую эл.-техн. школу в Петрограде. С 1918 — в Кр. Армии, на техн. и инж. должностях в войсках и в Управлении связи РККА. Окончил ун-т в Ростове (1920). С 1924 — в подразделениях РУ РККА, ведавших радиоразведкой, с 1934 зам. нач., нач. отд. радиоразведки. Автор кн.: «Радиоразведка в разл. фазисах современной войны» (1923), «Радиоразведка: организация и применение» (1925), «Подслушивание телефонных разговоров» (1929). Перевел на рус. яз. ряд работ по разведке средствами связи в иностр. армиях. Репрессирован.
Согласно данным военной хроники:

….. однако к концу 1921 г. отдел радиоразведки был изъят из структуры Управления. Видный специалист в этой области Я. А. Файвуш писал: «То, что у нас радиоразведка, являясь по характеру своей деятельности чисто разведывательным органом, подчинена в своих действиях Управлению связи, доказывает, что она еще не признается нормальным разведывательным средством с точно определенными функциями, заданиями и способами действий, а остается в стадии разработки её специалистами, какими являются радиоработники Управления связи» (Федотов М. М., Файвуш Я. А. Радиоразведка в различных фазисах современной войны. — М., 1923. — С.22. Файвуш Яков Аронович (1895—1938). В 1916—1917 гг. в российской армии. Окончил Петергофскую школу прапорщиков и Офицерскую электротехническую школу в Петрограде. 1918—1924 гг. в войсках связи, Управлении и Инспекции связи РККА. С 1924 г. в Разведупре Штаба РККА, заместитель начальника и начальник отдела радиоразведки. В 1937 г. арестован и в 1938 г. расстрелян. Реабилитирован в 1956 г.).— [www.pseudology.org/Kochik/Statia03.htm Советская военная разведка: структура и кадры, 1921-1924 годы]

## Арест
Арестован 16 декабря 1937 года. 27 апреля 1938 года осуждён к ВМН. Приговор приведён в исполнение в тот же день. Реабилитирован 8 сентября 1956.
Уфологи приписывают Файвушу, как специалисту по радиоэху, принятие и расшифровку некоего радиосигнала из космоса, который якобы пришёл 11 сентября 1928 года и содержал информацию о некоей возможной глобальной катастрофе; содержимое радиосигнала Файвуш якобы записал в своём дневнике, пребывая в одиночной камере незадолго до расстрела. Существование оригиналов подобных записок не было подтверждено.